# Simon Jacques Prokhovnik

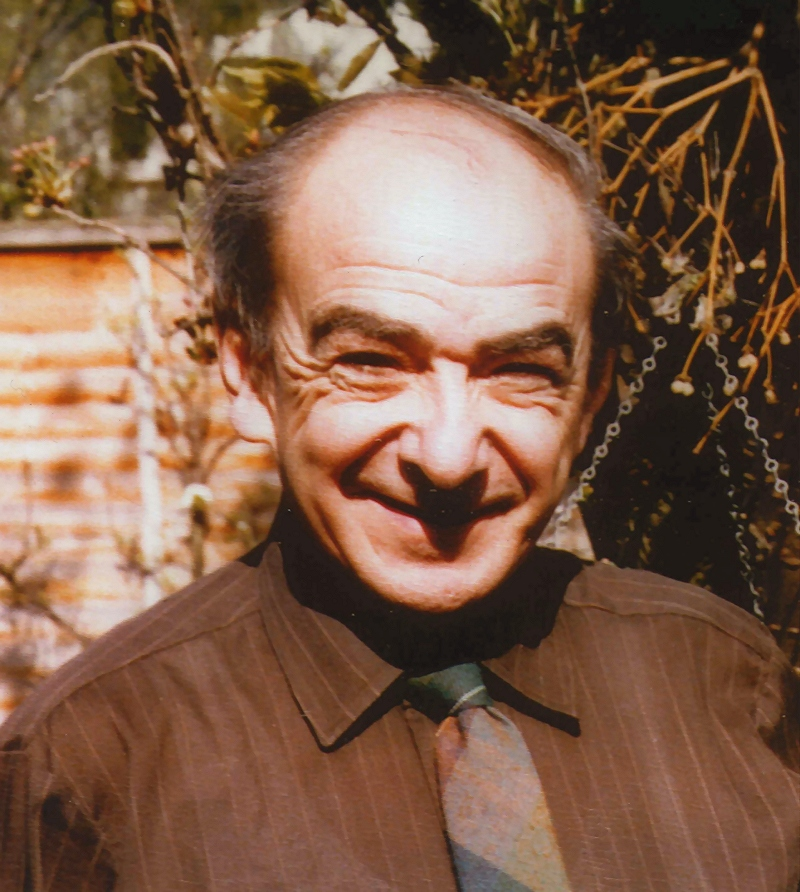
S. J. Prokhovnik (1980)

Simon Jacques Prokhovnik, auch Simon James Prokhovnik (* 15. Juni 1920 in Paris; † 20. Juni 1994 in Sydney), war ein australischer Mathematiker, Kosmologe und Hochschullehrer. International wurde er in Fachkreisen durch seine Veröffentlichungen im Bereich der theoretischen Physik im Zusammenhang mit der Speziellen Relativitätstheorie wahrgenommen.

## Leben
Prokhovnik wurde 1920 in Paris (Frankreich) als Sohn polnisch-jüdischer Einwanderer geboren. 1931 zog die Familie weiter, zunächst nach Neuseeland und schließlich nach Melbourne (Australien), wo Simon Prokhovnik 24 Jahre lang lebte.
In Melbourne arbeitete er zwei Jahre als Verwaltungsangestellter, dann als Biochemiker und analytischer Chemiker, zeitweise auch als Lehrer. Währenddessen absolvierte er ein Teilzeitstudium an der Universität Melbourne und erhielt dort in den Jahren 1944–46 die akademischen Grade des Bachelor of Arts und Bachelor of Science in Mathematik sowie den Honours Degree in Chemie. Zwanzig Jahre später erhielt er von der gleichen Hochschule den Grad des Master of Science.
Von 1955 bis 1981 lehrte Prokhovnik Mathematik an der University of New South Wales in Sydney. Anschließend arbeitete er dort weiter bis 1992 als emeritierter Professor und lehrte Kosmologie. Er legte besonderen Wert auf fachübergreifende Lehre, einschließlich philosophischer und politischer Aspekte der Wissenschaft. Seit 1956 war er Mitglied der wissenschaftlichen Gesellschaft Royal Society of New South Wales.

## Arbeiten zur Relativitätstheorie
Prokhovnik war einer der Hauptvertreter der in den 1950er Jahren entstandenen Theorie der neu-lorentzianischen Relativität (engl.: neo-lorentzian relativity), die auf der Lorentzschen Äthertheorie und Teilen von Albert Einsteins Beiträgen zur Speziellen Relativitätstheorie (SRT) basiert.
Er veröffentlichte verschiedene Artikel und Bücher zu diesem Thema, in denen er für die Existenz eines „Äthers“ argumentierte. Im Gegensatz zu Mitstreitern wie Herbert E. Ives betonte Prokhovnik, dass Einsteins Relativitätstheorie in sich logisch schlüssig sei und dass aus den von Einstein gemachten Annahmen – der uneingeschränkten (isotropen) Konstanz der Lichtgeschwindigkeit und der Allgemeingültigkeit der physikalischen Naturgesetze – zwangsläufig die Relativität der Gleichzeitigkeit folge. Er selbst ging jedoch von der Möglichkeit einer anisotropen Lichtgeschwindigkeit aus und kam dadurch zu abweichenden Schlüssen, welche für ein „universelles Substratum“ (den Äther) sprachen. Dabei sah er sich in der Tradition des australischen Physikers Geoffrey Builder.
Prokhovnik besprach in seinem Artikel „The Case for an Ether“ das sogenannte Uhrenparadoxon (bzw. Zwillingsparadoxon), wobei – wie er betonte – die Lösung auch in seiner Theorie vollständig mit SRT-Mitteln möglich sei (p. 201). Er behauptete jedoch, dass seine Theorie ein klareres Verständnis für die Situation vermitteln könne (pp. 206–207). Darüber hinaus versuchte er (J.A. Bastin folgend), die Lorentzkontraktion durch ein modifiziertes Gravitationsgesetz herzuleiten (pp. 201–204).
Der von Prokhovnik und anderen vertretene „neu-lorentzianische“ Standpunkt entspricht nicht der heute allgemein akzeptierten und gelehrten Interpretation der Speziellen Relativitätstheorie.

### The Logic of Special Relativity
Dieses 1967 veröffentlichte Buch entstand vor dem Hintergrund der Debatte zwischen Befürwortern und Kritikern der Relativitätstheorie in den 1950er und -60er Jahren und versucht, den Streit zu schlichten. Dazu stellt Prokhovnik die Argumente beider Seiten dar, widerlegt die Einwürfe von Kritikern wie Herbert Dingle und zeigt ausführlich die mathematische und logische Konsistenz der Relativitätstheorie aus drei verschiedenen Perspektiven: Einsteins SRT, der Raumzeitdarstellung von Hermann Minkowski und der Neo-Lorentzianischen Theorie (letztere wie bereits früher in „The Case for an Ether“ veröffentlicht). Dabei weist er auf verschiedenen Wegen nach, dass es sich um mathematisch äquivalente Darstellungen handelt, die alle die gleichen physikalischen Vorhersagen machen. Insbesondere erklärt er auch die intuitiv schwer verständliche Reziprozität der Lorentz-Transformationen und versucht analog zu Builder nachzuweisen, dass eine unidirektionale Messung der Lichtgeschwindigkeit nicht möglich ist.
Die Ursache für den Streit um die SRT und um Paradoxa wie das Zwillingsparadoxon sah Prokhovnik in einem unzulänglichen Verständnis der SRT, das sich seiner Ansicht nach durch Berücksichtigung der lorentzianischen Sichtweise verbessern ließe.
Abweichend von der klassischen Äthertheorie und auf Grundlage des damaligen astronomischen Wissens schlug Prokhovnik zunächst die Gravitationszentren der Galaxien als feststehende Punkte zur Definition eines fundamentalen Bezugssystems vor. Diese kosmologische Sichtweise der Relativität entwickelte er später in seinem Buch „Light in Einsteins Universe“ vor dem Hintergrund neuer astronomischer Erkenntnisse weiter.

## Wesentliche Veröffentlichungen
- The Case for an Aether, The British Journal for the Philosophy of Science, Vol. 14, No. 55 (Nov. 1963), S. 195–207
- Neo-Lorentzian relativity, Journal of the Australian Mathematical Society, Volume 5, Issue 02, May 1965, S. 273–284
- The Logic of Special Relativity, Cambridge University Press, Cambridge, 1967, ISBN 978-0-521-05999-2, auch übersetzt ins Französische; zweite Ausgabe: New South Wales University Press, Sydney, 1978, ISBN 978-0-909465-72-8
- Light in Einstein's Universe: The Role of Energy In Cosmology And Relativity, D. Reidel Publishing, Dordrecht, 1985, ISBN 978-90-277-2093-1
- The Physical Interpretation of Special Relativity – a Vindication of Hendrik Lorentz, Zeitschrift für Naturforschung 48a (1993), S. 925–931